# Yoshinori Kanada
Yoshinori Kanada (金田 伊功?, Kanada Yoshinori; Nara, 5 febbraio 1952 – 21 luglio 2009) è stato un animatore giapponese.
Durante la sua trentennale carriera, ha collaborato a circa 50 tra serie e lungometraggi. In alcune opere sperimentò nuovi stili e metodologie espressive, poi entrati a far parte del patrimonio degli anime.
Non tutte le sue innovazioni furono comprese subito. Ad esempio, in Zambot 3 la sua scelta di deformare i personaggi per enfatizzare la drammacità di alcune scene causò tensioni con gli altri membri dello staff, a cominciare da Yoshikazu Yasuhiko.
È morto all'età di 57 anni, a causa di un attacco cardiaco.